# Керимабад (Альборз)
Керимабад (перс. کریمآباد‎) — село на севере Ирана, в остане Альборз. Входит в состав шахрестана Назарабад. Является частью дехестана (сельского округа) Танкеман бахша Танкеман.

## География
Село находится в юго-западной части Альборза, к югу от гор Эльбурс, на расстоянии приблизительно 23 километров к западу от Кереджа, административного центра провинции. Абсолютная высота — 1276 метров над уровнем моря.

## Население
По данным переписи 2006 года население села составляло 262 человека (119 мужчин и 143 женщины). В Керимабаде насчитывалось 70 домохозяйств. Уровень грамотности населения составлял 76,72 %. Уровень грамотности среди мужчин составлял 84,03 %, среди женщин — 70,63 %.